# ジャン・メッツァンジェ

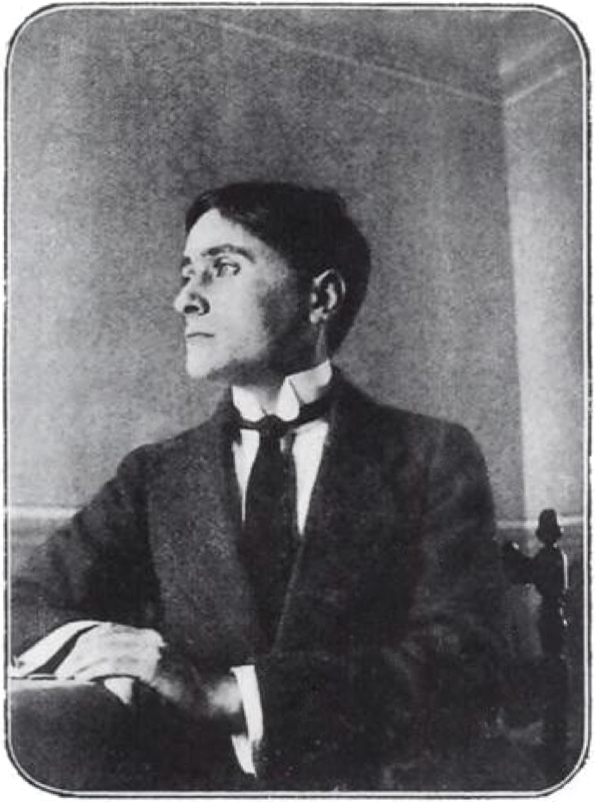
ジャン・メッツァンジェ

ジャン・ドミニク・アントニー・メッツァンジェ（または メッツィンゲール、Jean Dominique Antony Metzinger フランス語発音: [mɛtsɛ̃ʒe/mɛtsiŋgɛʁ]、1883年6月24日 - 1956年11月3日）は、フランスのキュビスムの画家。フランス・ナントに生まれる。

## 来歴
曾祖父の代からの軍人の家に生まれる。ナントで伝統的な絵画を学ぶが、新しい手法に関心を移し、1903年にアンデパンダン展に3作品を出品。新印象派、フォーヴィスム等を経由して、キュビスムに至る。

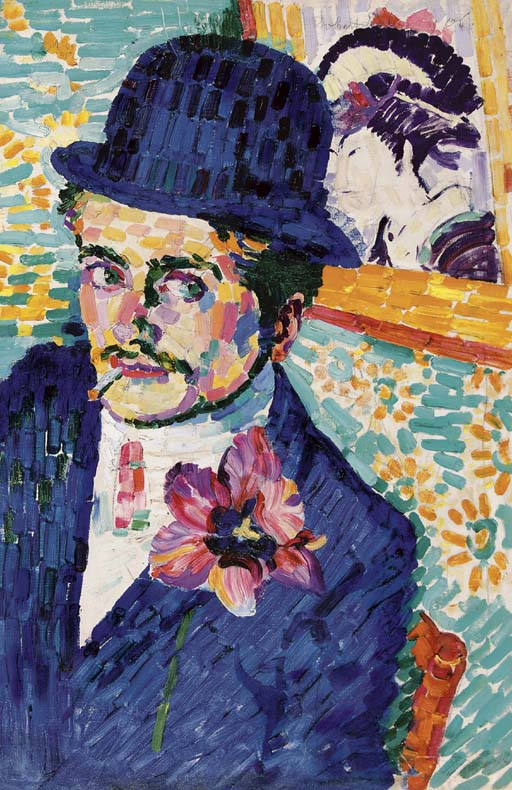
ロベール・ドローネー 作「チューリップを持つ男」(ジャン・メッツァンジェの肖像)1906年

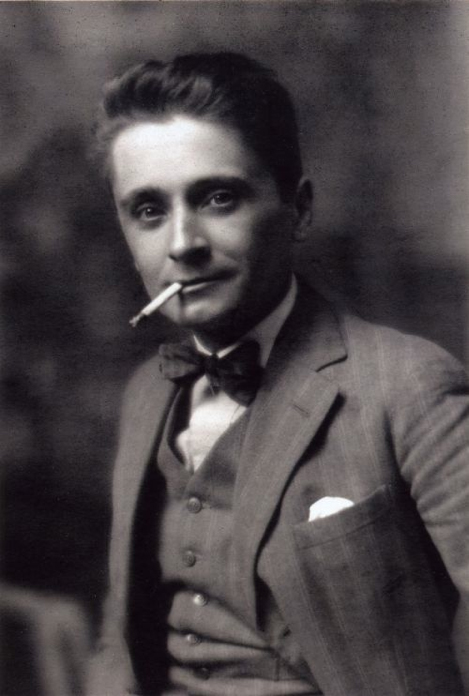
ジャン・メッツァンジェ(1912年)

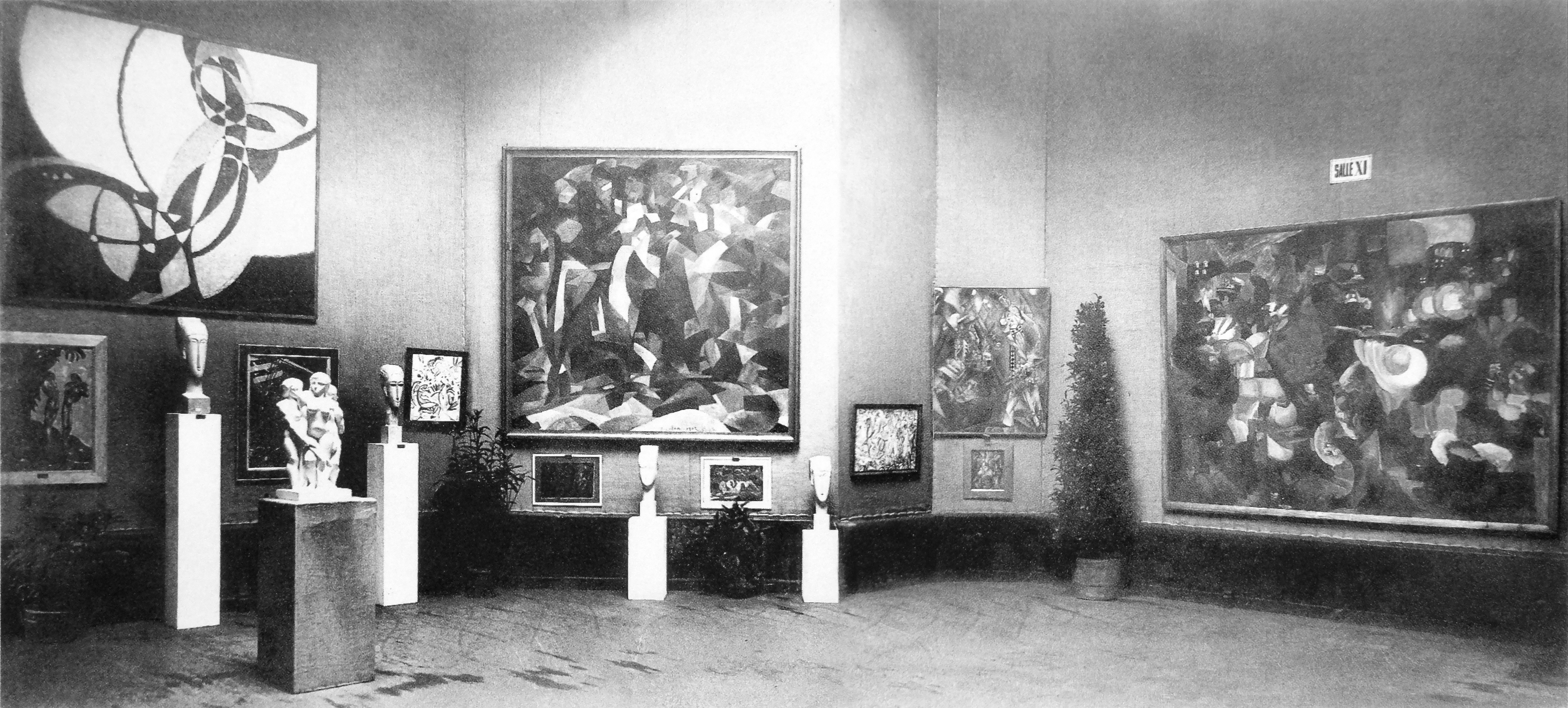
1912年のサロン・ドートンヌ。左前からジョセフ・シサキ「Groupe de femmes」、アメデオ・モディリアーニ「sculptures」(彫刻作品)、左後から、フランティセック・クプカ「Amorpha, Fugue in Two Colors」、フランシス・ピカビア「La Source」、ジャン・メッツァンジェ「Dancer in a Café」アンリ・ル・フォーコニエ「Mountaineers Attacked by Bears」

ピュトー・グループに属し、1912年には、セクションドールを結成した。同年には、アルベール・グレーズと共同で、キュビスムの理論書である『キュビスムについて (Du Cubisme)』を著す。その後、ノイエ・ザッハリッヒカイト的な作品など、具象に回帰した時期もあった。不幸にも、彼のキュビスム時代のいくつかの作品はナチスドイツにより『退廃芸術』とみなされて没収され、行方知れずとなってしまった。1956年にパリで死去。
ピカソとブラックのキュビスム作品とは異なり、色彩およびデザイン性に富んだ作品を制作した。上記のような、キュビスム以外の分野の作品を描いていることからも予想されるように、キュビスムにしては、具象性が比較的明確な作品が多く存在する。このことは、キュビスムの普及に貢献することになった一方で、グレーズとともに、キュビスムを装飾的な絵画に堕落させた、世俗化させた、というような批判を受けることもあり、賛否相半ばする。このこともあって、日本では、あまり紹介されることがない。

## 作品
- en:Two Nudes in an Exotic Landscape (1905–06)
- en:Coucher de soleil no. 1 (1905–06)
- en:La danse, Bacchante (c. 1906)
- en:Nu à la cheminée (1910)
- en:Le goûter (Tea Time) (1911)
- en:La Femme au Cheval (1911–12)
- en:Dancer in a café (1912)
- en:L'Oiseau bleu (Metzinger) (1912–13)
- en:En Canot (1913)